# 김대진 (피아니스트)

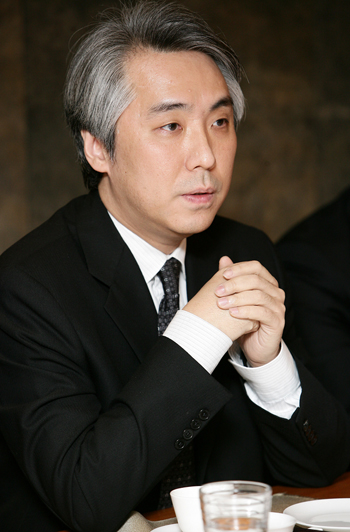

김대진(1962년 6월 4일 ~ )은 대한민국의 피아니스트, 대학 교수이다. 줄리어드 학교 음악대학원 박사 학위가 있다. 한국예술종합학교에서 교수직을 맡고 있으며, 한국예술영재교육원에서 원장직을 맡고 있으며, 수원시립교향악단에서는 상임지휘자를 역임,
2017년부터 창원시립교향악단 예술감독 겸 상임지휘자로 부임하였다. 딸은 바이올리니스트인 김화라이다. 한국예술종합학교의 9대 총장이다.